# تم فاگنل
تم فاگنل (انگلیسی: Temi Fagbenle؛ زادهٔ ۸ سپتامبر ۱۹۹۲) بازیکن بسکتبال اهل بریتانیا است.